# Sejm de pacification de 1736
Le Sejm de pacification de 1736, qui s'est réuni du 4 avril au 9 juillet 1736 dans la République des Deux Nations, a mis fin à la guerre civile qui eut lieu après la mort du roi Auguste II le Fort en 1733. Son maréchal était Wacław Piotr Rzewuski, écrivain de la couronne.
Après la mort d'Auguste II, la noblesse fut divisée et deux dirigeants furent élus en même temps : le fils d'Auguste II — Auguste III de Saxe (en minorité) et Stanisław Leszczyński, voïvode de Poznań (avec une grande majorité). Cette situation a conduit au déclenchement d'une guerre civile entre les Confédérations de Varsovie et de Dzików, laquelle dura 3 ans et prit fin en 1736 avec la victoire d'Auguste (soutenue par des troupes étrangères, principalement tsaristes). Le sejm de pacification instaure la paix. Ce fut le seul sejm convoqué par Auguste III qui se termina avec succès.
Auguste III s'y engage à respecter les droits et libertés de la noblesse et confirme que le système politique de la République de Pologne serait maintenu dans sa forme actuelle. Le roi promet également une amnistie générale et des mesures visant à retirer les troupes russes du territoire polono-lituanien. Une commission est également pour préparer des projets de réformes militaires et fiscales pour le prochain Sejm ordinaire. Ce Sejm donne également à Auguste le pouvoir de nommer comme Duc de Courlande un candidat qui aurait l'approbation de la Russie, de la Prusse et de la noblesse locale (ce pouvoir était en fait une approbation rétroactive de l'accord d'Auguste avec Anne de Russie selon lequel elle pouvait nommer son candidat préféré, Ernst Johann von Biron, à ce poste).